# Grand bailli
Un grand bailli était un dignitaire de l'ordre de Saint-Jean de Jérusalem créé en 1428. Lors du chapitre général de Montpellier étaient instituées dix fonctions de bailli conventuel pour une durée de dix ans. En 1340, les fonctions de bailli conventuel sont attribuées au pilier de chacune des langues hospitalières réduisant ainsi leur nombre à six. Il faut attendre 1428 et la création de la langue d'Allemagne pour que soit créée la fonction de grand bailli.
À l'origine, le grand bailli avait pour fonction de tenir en état le château Saint-Pierre à Bodrum. Il devait inspecter au moins une fois par an l'état des fortifications, de l'armement et de vérifier l'état des vivres. Il commandait en chef au capitaine du château et aux chevaliers qui l'assistaient, eux-mêmes ayant sous leurs ordres les troupes mercenaires enrôlées.
Les grands baillis, qui étaient toujours des Allemands provenant généralement d'Allemagne supérieure, posaient souvent des problèmes de compréhension au grand conseil par leur langue, le haut allemand et le manque de compréhension des langues latines.